# صندوق إيداع الطفل المتخلى عنه

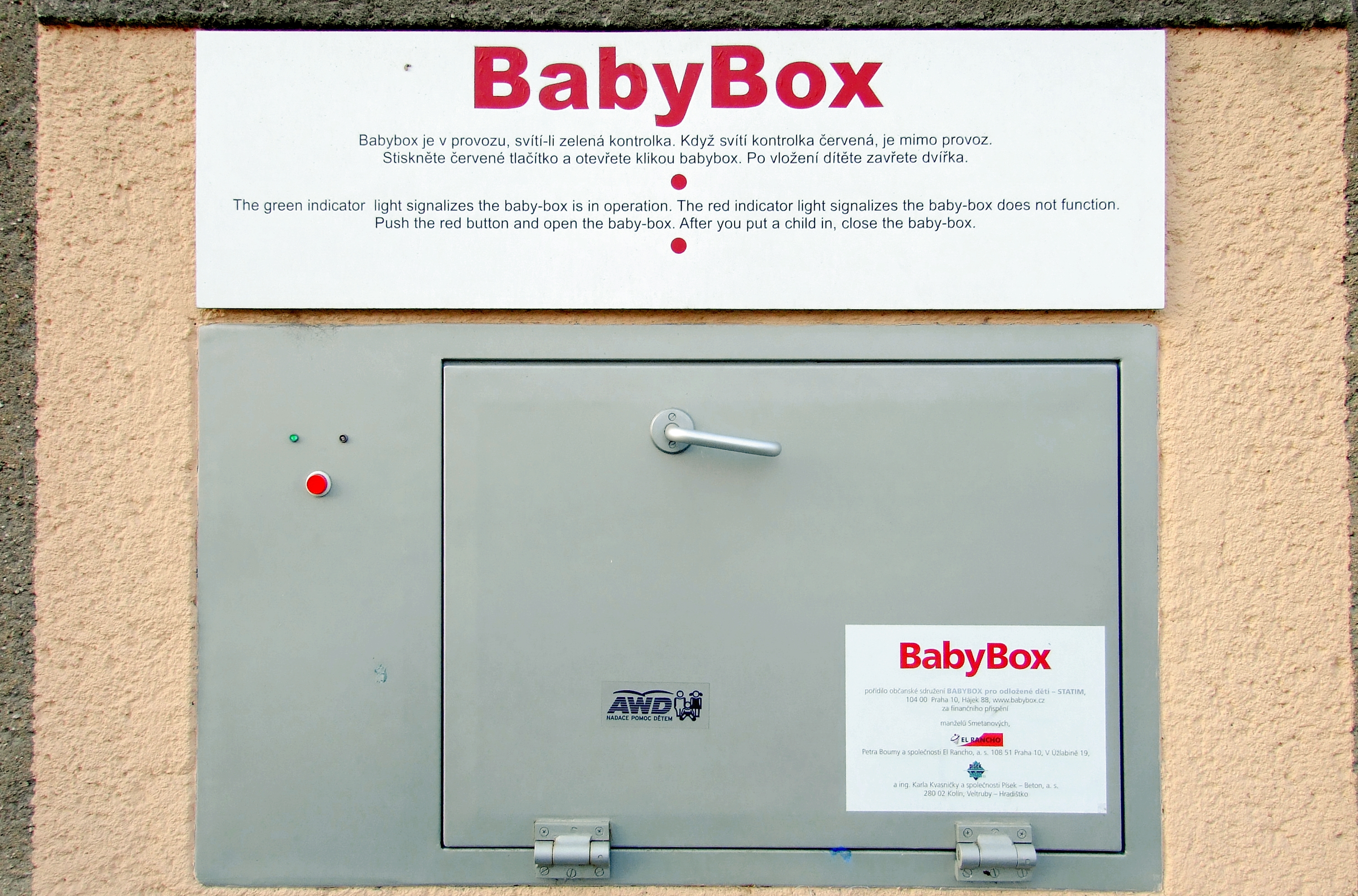
صندوق الطفل المتخلى عنهُ في جمهورية التشيك

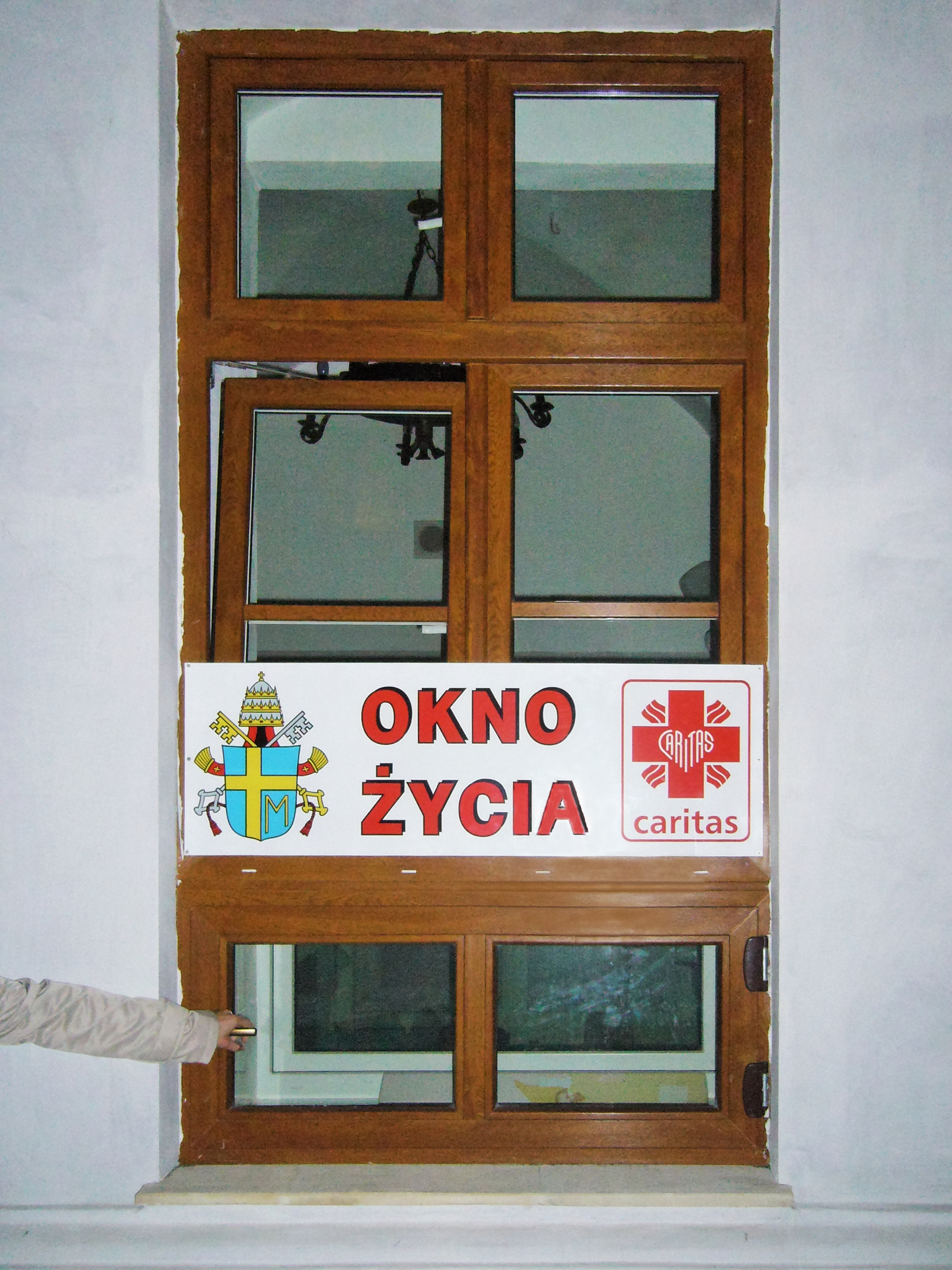
صندوق إيداع الطفل المتخلى عنه في بولندا معَ عبارة OKNO ŻYCIA التي تعني «نافذة الحياة»

صندوق إيداع الطفل المُتخلّى عنه أو حاضِنة الطفل كما قد تُترجم حرفيًا إلى صندوق الطفل هو عبارة عن فتحة في الجدار أو صندوق مخصص لوضعِ الأطفال حديثي الولادة المتخلى عنهم أو اللقطاء بدلَ تركهم في أماكن أخرى قد تُشكّل خطرًا على صحّتهم وحياتهم. انتشرت ظاهرةُ التخلي عن الأطفال حديثي الوِلادة في العصور الوسطى ثمّ برزت في القرنين 18 و19 ومعَ تزايد أعداد المُتخلى عنهم في سلات المهملات أو قُرب أبواب المراكز الدينيّة؛ ظهرت فكرةُ صندوق إيداع الطفل المتخلى عنه وبالتحديدِ في عام 1952 للحدّ من مشكلة وفاة الرُضّع بسببِ تخلي أسرهم عنهم. زادت شهرة هذه الفكرة تدريجيًا ثم دخلت حيّز التنفيذ في عددٍ من الدول منذ عام 2000 وتُعدّ ألمانيا من بينِ الدول الرائدة في تطبيق هذهِ الفكرة حيثُ تتوفر على حوالي 100 صندوق لإيداع الأطفال في مُختلف أنحاء البِلاد. ونفس الأمر بالنسبة لباكستان التي تُشير إحصائيات عام 2006 على وضعها لـ 300 صندوق طفل.
تنتشرُ هذهِ الصناديق قُربَ المستشفيات والمراكز الاجتماعية أو على مستوى الكنائس وعادةً ما تكونُ على شاكِلة باب أو رف في جدار خارجي يُفتح يدويًا وبداخلهِ سرير رطب لينامَ فوقهُ الرضيع. تنصّ قوانين بعض الدول – على غِرار ألمانيا – على إمكانيّة إرجاع الطفل لوالدتهِ أو والدهِ في حالة ما طلبهُ أحدهما بعد ثمانية أسابيع وإن لم يَحدث ذلك فيُطرح في وقتٍ لاحق للتبنّي.

## التاريخ

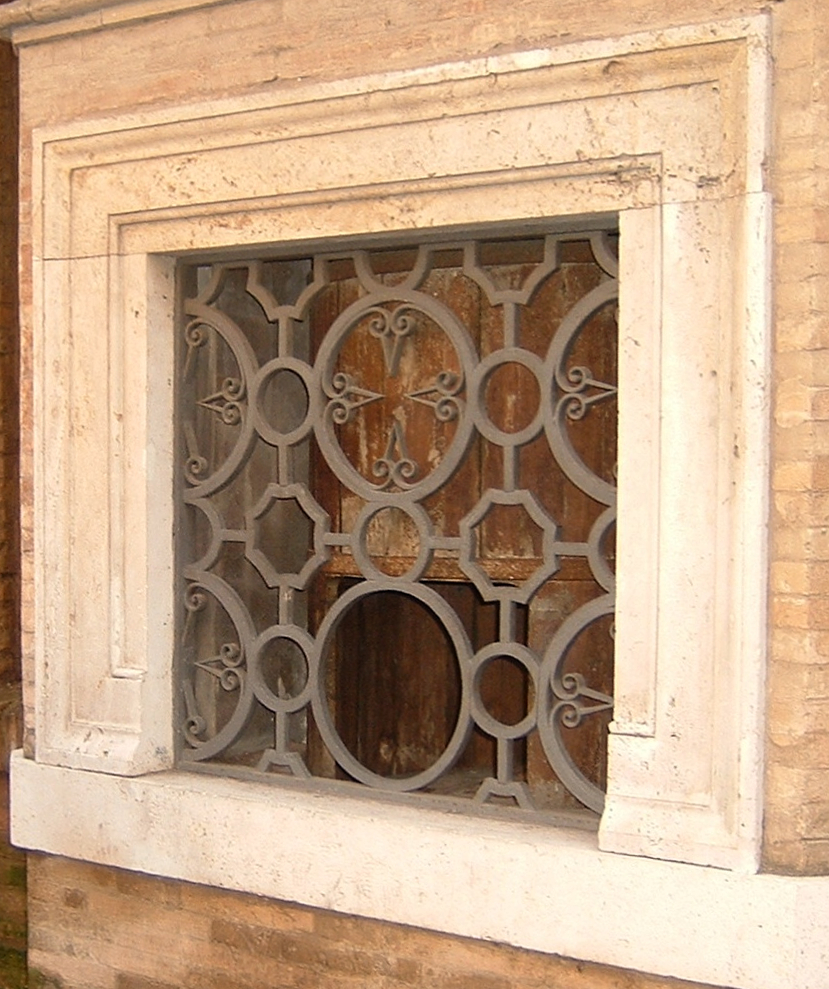
صُندوق الأطفال المتخلّى عنهم في سانتو سبيريتو في روما

وُجدت صناديق الأطفال هذهِ منذ قرون لكنّها كانت تَختفي بين الفينة والأخرى وبشكلٍ عام فإنّ الدول الأوروبيّة سبّاقة في هذهِ الفكرة حيثُ تقولُ بعض المصادر أنّ أول طفل وُضع في صندوق حضانة من هذا النوع كانَ في إيطاليا. في تلكَ الفترة سنّ البابا إنوسنت الثالث مرسومًا يقضي بوضعِ الرجل أو المرأة للطفل في الصندوق بدلَ قتله خاصّة مع العثور على العديدِ من الأطفال الرضع فاقدي الحياة في نهر التيبر. تطوّرت الفكرة شيئًا فشيئًا حيثُ صارَ من اللازمِ على الذين يضعُ الطفل في الصندوق رن جرس مُحدد لتنبيه القائمين على المكان. وُضعَ هذا الصندوق في هامبورغ بألمانيا عام 1709 لكنّه أُغلقَ بعد خمس سنوات فقط بسببِ عجز المؤسسة المسؤولة عنهُ في رعاية كل المتخلى عنهم لكثرتهم كما افتُتحت صناديقُ أخرى في كاسل عام 1764 وفي ماينتس عام 1811. وكما وردَ من قبل؛ فإنّ الوضع لا يختلفُ كثيرًا بينَ دول أوروبا حيثُ افتُتِحَ صندوق الأطفال في باريس في 1638 وقد استقبلَ حوالي 251 رضيعًا مُتخلى عنهُ في فترة وجيزة نوعًا ما. تخلت فرنسا عن هذهِ الفكرة وعوضتها بما يُعرف بمكاتب القبول وهي مكاتب تُساعد الأمّ على التخلي عن طِفلها كما تُمكّنها منَ الحصول على المشورة أمّا اليوم فتسمحُ فرنسا للنساء في بعضِ المستشفيات بالتخلي عنِ الطفل في حالة ما لم تكن قادرة على الاعتناء بهِ لسببٍ من الأسباب. في البرتغال؛ وبحلول الـ 24 من أيّار/مايو 1783 فرضت الملكة ماري أنا على كلّ المُدن افتتاحَ مُستشفيات لاستقبالِ «اللقطاء» ورعايتهم ونفس الأمر في البرزيل حيثُ افتُتحَ هناك مستشفى سانتا كاسا دي ميزيريكورديا في ساو باولو في الثاني من يوليو/تموز عام 1825 لهذا الغرض أمّا في المملكة المتحدة وجزيرة أيرلندا فقد تربى المتخلّى عنهم في دور الأيتام بتمويلٍ من الضرائب التي كان يدفعها الشعب كما افتتحت الدولة منزلًا للعناية بهم في لندن في عام 1741 ثمّ مستشفى آخر في دبلن.

## أمثلة حديثة

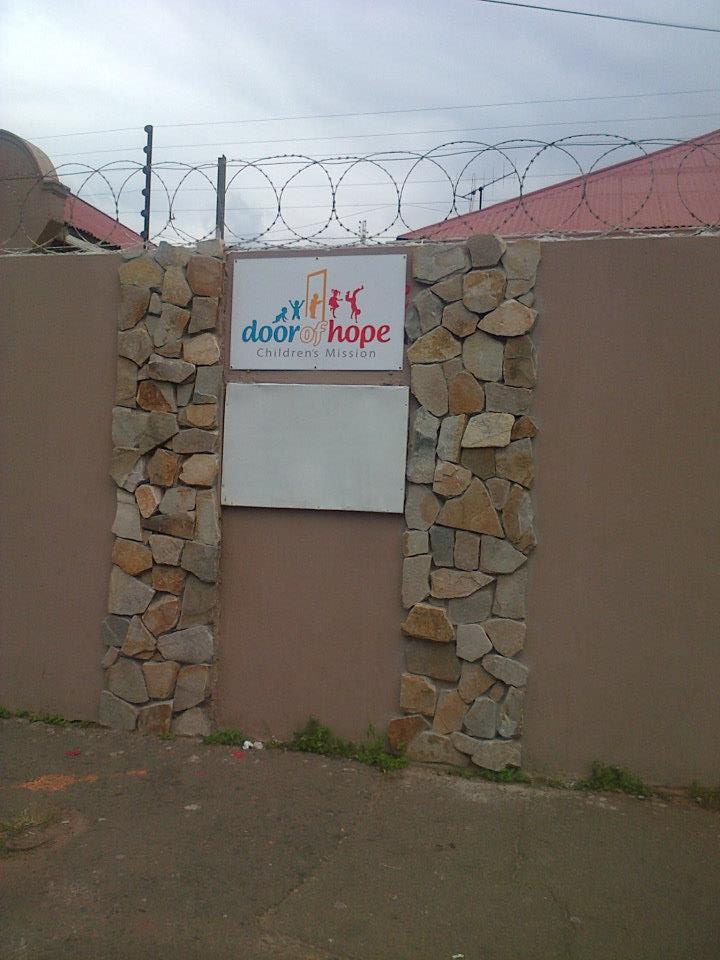
باب صغير للأطفال المتخلى عنهم في جوهانسبرغ

تُعدّ دولة جنوب أفريقيا سبّاقة على مستوى القارة السمراء في فكرة صندوق حضانة الأطفال حيثُ وضعت هذهِ العُلب في تموز/يوليو من عام 1999 في جوهانسبرغ وذلكَ من أجلِ الحد من ظاهرة التخلي عن الرُضّع في أماكنَ أخرى. منذُ تشرين الأول/أكتوبر 1999 وحتى عام 2013؛ استقلبت حاضنة أطفال واحدة في كنيسة بعاصمة جنوب أفريقيا 1300 طفلًا غالبيتهم وضعوا من قِبل الشرطة أو أعضاء المجتمع المدني بعدَ العثور عليهم مرميين في أماكنَ أخرى. أّمّا في قارة أوروبا وبالتحديد في ألمانيا فقد تمّ تثبيت صندوق أطفال في مدينة هامبورغ في 11 نيسان/أبريل 2000 بعد عثور قوات الأمن على عددٍ من الرضع الذين فارقوا الحياة بعدَ تركهم في أماكنَ غير لائقة. اعتمدَ هذا الصندوق على تقنيات متطورة نوعًا ما فإلى جانبِ تجهيزهِ بسرير دافئ؛ يحتوي على إنذار صامت ينطلقُ بعدَ مغادرة واضع الطفل من أجلِ تنبيهِ الموظفين. بحلول عام 2010؛ كانَ الصندوق قد استقبلَ 38 رضيعًا؛ 14 منهم أُعيدوا لوالداتهم فيما تمّ الاعتناء بالباقي.

## الأسباب
هناك عدّة أسباب دفعت مجموعة من الدول لسنّ مثل هذهِ القوانين خاصّةً بعدما انتشرت ظاهرة التخلي عن الأطفال الذينَ ولدوا خارج إطار الزواج في أماكنَ عامّة. لذا ومن أجلِ مُكافحة هذهِ الظاهرة؛ انتشرت هذهِ الصناديق التي تضمنُ صحّة وسلامة الرضيع كما لا تكشفُ عن هويّة الوالد أو الوالِدة. في بعض البلدان على غرار الهند وباكستان؛ لا يُسمح قانونيًا للأمهات بالولادة في مستشفيات مجهولة ولذا يكونُ صندوق الطفل المتخلى عنهُ هو الحل الوحيد في هذهِ الحالة.